# Diffusor (Optik)

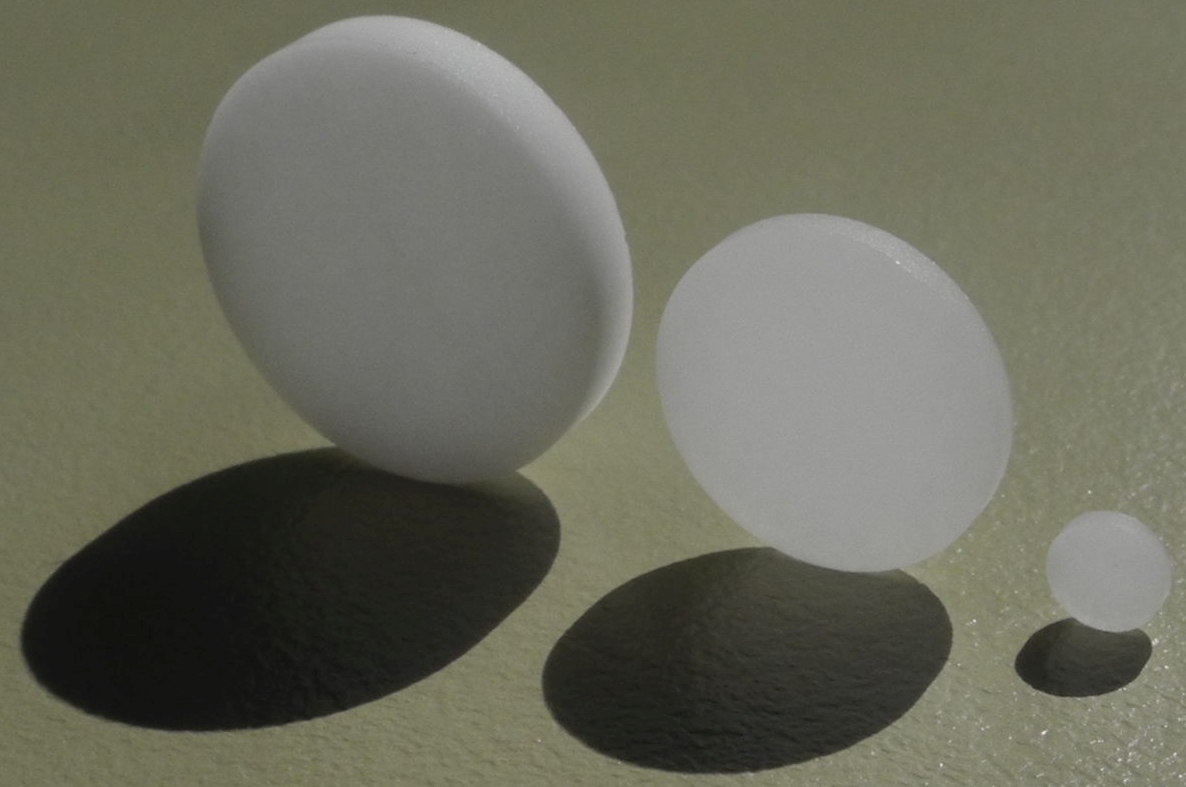
Diffusoren aus Quarzglas mit unterschiedlicher Wandstärke

Ein Diffusor oder Streuscheibe (lateinisch diffundere ‚ausgießen‘, ‚verstreuen‘, ‚ausbreiten‘) ist ein optisches Bauteil, das dazu eingesetzt wird, Licht zu streuen. Die dabei genutzten Effekte sind die diffuse Reflexion und die Brechung von Licht.
In der Lichtmesstechnik werden qualitativ hochwertige Diffusoren eingesetzt, um einem Detektor eine erhöhte Empfindlichkeit für einen großen Raumwinkelbereich zu geben.
In vielen Fällen wird versucht, eine winkelabhängige Empfindlichkeit zu erreichen, die dem Lambertschen Gesetz folgt.
In der Fotografie werden Diffusoren sowohl bei der Streuung des Blitzlichts als auch dem Empfang des Lichtes eingesetzt (Diffusorlinse), siehe Diffusor (Fotografie).

## Aufbau und Wirkungsweise
Charakteristisch für einen Diffusor ist, dass er viele kleine Streuzentren besitzt. Treffen parallel laufende Lichtstrahlen an verschiedenen Stellen eines Diffusors auf, so werden sie in unterschiedliche Richtung verteilt und erzeugen so diffuses Licht. Für Anwendungen im UV-Bereich wird neben PTFE überwiegend Quarzglas eingesetzt, das eine höhere Transmission aufweist.

### Oberflächen-Diffusor
Ein Diffusor kann die Streuung des Lichts an seiner Oberfläche bewirken. Das geschieht z. B., wenn Licht auf ein weißes Blatt Papier fällt. Eine solche Oberfläche ist, mikroskopisch betrachtet, rau. Ein Material, bei dem die streuende Wirkung der Oberfläche ebenfalls genutzt wird, ist Textil wie z. B. beim Einsatz einer Lichtwanne.

### Volumen-Diffusor
Häufig werden auch Diffusoren eingesetzt, die das Licht innerhalb eines Volumens streuen. Diese Diffusoren bestehen aus einem transparenten Material wie z. B. Glas, das mit vielen „Störstellen“ wie z. B. kleinen Lufteinschlüssen versehen ist, die als Streuzentrum dienen. Ob mit einem solchen Diffusor eine Abstrahlcharakteristik erzielt wird, die dem Lambertschen Gesetz folgt, hängt u. a. von der Dicke des Materials, der Dichte und der Größe der Streuzentren ab. Ein Beispiel für solche Diffusoren sind Milchglasscheiben. In Lampenschirmen erzeugen sie ein weiches Licht, eingesetzt bei Türen und Fenstern wird die Lichtstreuung als Sichtschutz genutzt.

## Streumechanismen in einem Volumendiffusor
Für ein vereinfachtes Modell wird ein Volumendiffusor aus reinem Quarzglas betrachtet (Brechungsindex n = 1,46), wobei als Streuzentren kugelförmige Luftbläschen angenommen werden (n = 1,0). Die Streuung des Lichts wird durch Totalreflexion und Lichtbrechung erzielt.
Bei einem Volumendiffusor mit vielen Streuzentren sind mehrfache Streuungen eines einfallenden Lichtstrahls üblich. Erst dadurch kann insgesamt eine Streuung erzielt werden, die einem Lambert-Strahler gleicht.

Streumechanismen in einem Volumendiffusor aus Quarzglas mit Luftbläschen als Streuzentren; Streuung durch a) Totalreflexion, b) Lichtbrechung

### Streuung durch Totalreflexion
Durch den Brechungsindex-Unterschied zwischen Luft und Quarzglas kann es bei einem kritischen Winkel {\displaystyle \theta _{\mathrm {c} }>\arcsin \left({\frac {1{,}00}{1{,}46}}\right)\approx 43{,}2^{\circ }} zu einer Totalreflexion kommen, die zur Streuung des Lichts beiträgt.

### Streuung durch Lichtbrechung
Wird das Licht an dem Luftbläschen nicht wie beschrieben total reflektiert, so gibt es an beiden Übergängen von Quarzglas zu Luft und umgekehrt jeweils eine Brechung. Diese folgt dem Snelliusschen Brechungsgesetz und streut Licht je nach Auftreffen an denselben Streuzentrum in verschiedene Richtungen.

## Anwendungsbeispiele

### Streuscheiben bei Verkehrsampeln

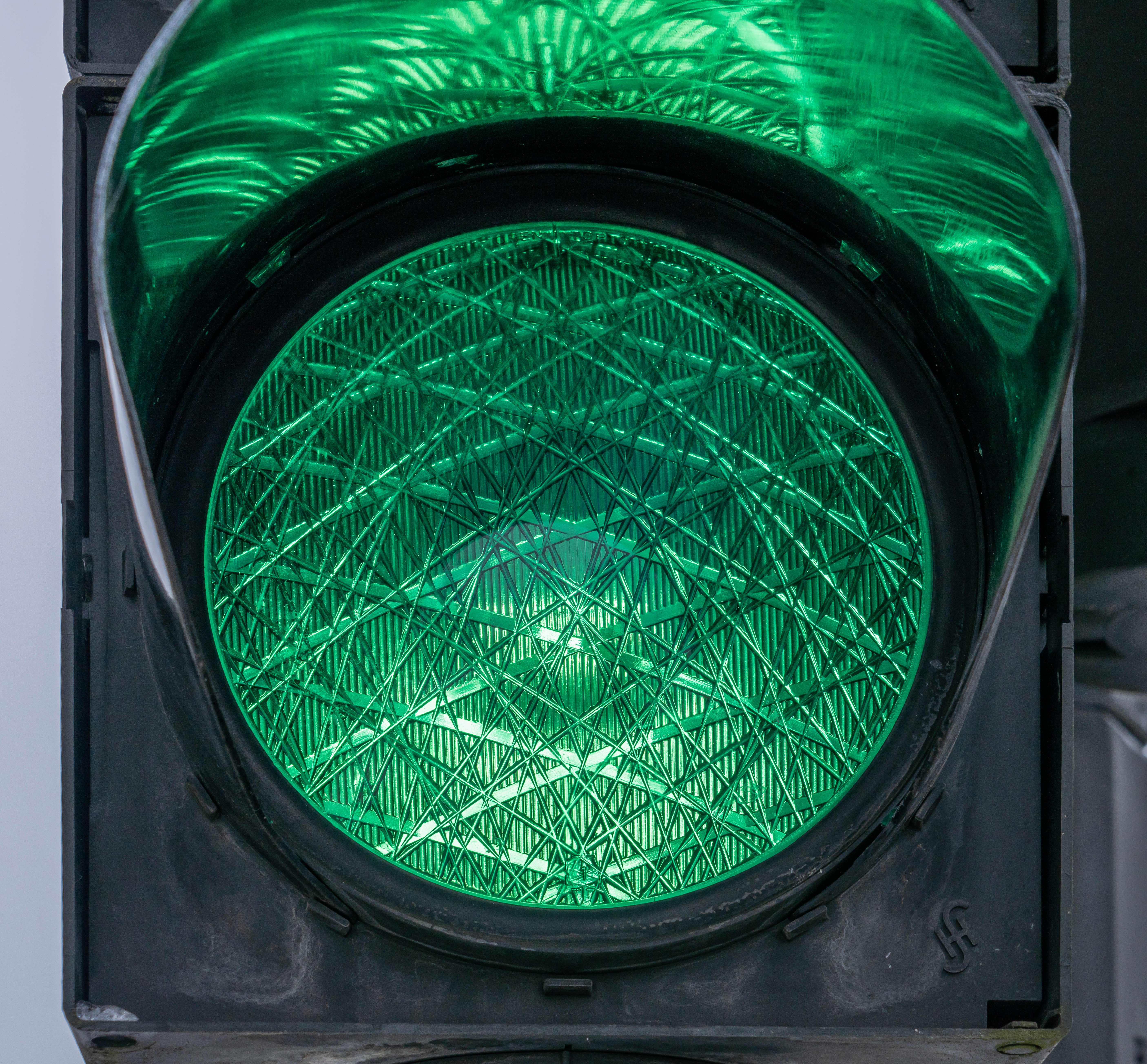
Grünes Ampellicht mit Rillenstreuscheibe

Die farbigen Gläser an Verkehrsampeln sind als Streuscheiben ausgeführt. Ältere Gläser sind dafür mit einem geometrischen Muster von Rillen überzogen, deren lichtbrechende Wirkung das abgestrahlte Licht streut und damit für eine gleichmäßige Helligkeit des Signals in unterschiedlichen Blickwinkeln und Entfernungen sorgt. Zusätzlich verhindert die Streuscheibe, dass von vorn einfallendes Licht einen Reflex erzeugt, der als leuchtendes Signal missverstanden werden könnte.
Neuere Ampelstreuscheiben haben keine eingearbeiteten Rillen mehr, sondern setzen sich aus einem Raster kleiner Linsenelemente zusammen, das dieselben Funktionen erfüllt.

### Fahrzeugscheinwerfer
Bei klassischen Automobilen finden sich Streuscheiben als Teil der Scheinwerfer. Ziel ist es u. a., das von der Glühlampe erzeugte Licht dergestalt asymmetrisch zu verteilen, dass der Rand der Fahrbahn weiter ausgeleuchtet wird als ihre Mitte, um den Gegenverkehr nicht zu blenden. Anders als oben beschrieben, handelt es sich bei diesen Streuscheiben zumeist um Bauteile aus Klarglas, deren Oberfläche so beschaffen ist, dass durch eine Aneinanderreihung von Prismen Licht in der gewünschten Weise gebrochen und verteilt wird.
Moderne Fahrzeugscheinwerfer verzichten zumeist aus ästhetischen Gründen auf Streuscheiben. Die asymmetrische Lichtverteilung wird hier vom Reflektor übernommen, die Scheinwerferbegrenzung an der Lichtaustrittsfläche imponiert als glatte, klare Fläche aus Glas oder zumeist Kunststoff. Im Kfz-Fachjargon werden jedoch auch klare Scheinwerfergläser umgangssprachlich immer noch als „Streuscheibe“ bezeichnet.